# Падерна
Падѐрна (на италиански и на пиемонтски: Paderna) е село и община в Северна Италия, провинция Алесандрия, регион Пиемонт. Разположено е на 300 m надморска височина. Населението на общината е 233 души (към 2010 г.).